# 維斯塔姆
維斯塔姆為伊朗七大家族之一伊斯帕布德罕家族的成員，同時他也是波斯萨珊王朝君主霍斯劳二世的舅舅。維斯塔姆曾在米赫蘭家族出身的名將巴赫拉姆·楚賓領兵攻陷首都泰西封後，幫助霍斯勞二世重新奪回王位。然而維斯塔姆日後亦親身發起另一場叛亂並自封為王，期間他的勢力一度擴張至波斯東部的整個呼羅珊地區，不過霍斯勞二世最終仍在其盟友亞美尼亞人的幫助下，成功殺死維斯塔姆弭平內亂。